# Kenny Hyslop
Kenny Hyslop, con nombre real Kenneth John Hyslop (Braeholm, Helensburgh, Strathclyde, Escocia, 14 de febrero de 1951-15 de septiembre de 2024), fue un baterista de diversos grupos musicales de rock británicos.

## Biografía
En 1972, después de haber formado parte de una banda llamada The Beings, comenzó a integrar una banda llamada Salvation. Junto a él, también ingresaba a la formación el guitarrista James Ure, quien al poco tiempo adoptaría el nombre artístico de Midge Ure. En 1974, Salvation pasó a llamarse Slik; al meterse en el punk, esta banda luego cambiaría de nombre a PVC2 y luego a The Zones. Después, junto a Russell Webb formaría parte de The Skids, con quienes grabaría el último álbum de esta banda titulado Joy, de 1981 a 1982 formaría parte de Simple Minds, contribuyendo con la composición y grabación de "Promised You A Miracle", y pasaría luego a Set The Tone, que no tuvo mucha duración.
En 1985, acompañó a Midge Ure en la gira de su álbum debut "The Gift".
Se encontro en un nuevo proyecto musical llamado Delegación, creado por él mismo.

## Discografía

### Álbumes
- "Slik" - Slik (1976)
- "Under Influence" - The Zones (1979)
- "Joy" - The Skids (1981)
- "New Gold Dream (81-82-83-84)" - Simple Minds (1982) (sólo grabó "Promised You A Miracle")

### Sencillos
Slik:
- "The Boogiest Band In Town" (1975)
- "Forever And Ever" (1976) — Número 1 en el Reino Unido
- "Requiem" (1976) — Número 24 en el Reino Unido
- "The Kid's A Punk" (1976)

PVC2:
- Put You In The Picture (Zoom, 1977)

The Zones:
- "Stuck With You"/"No Angels" (Zoom, 1978)
- "Sign Of The Times" (Arista, 1978)
- "Looking To The Future" (Arista, 1979)
- "Mourning Star" (Arista, 1979)

The Skids:
- Fields/Brave (1981)

Simple Minds:
- Promised You A Miracle (1982)

Midge Ure: